# Наум Димев – Лавчанец
Наум Димев, наречен Лавчанец, е български революционер, битолски районен началник на Вътрешната македоно-одринска революционна организация.

## Биография
Роден е в 1875 година в Лавци, в Османската империя, днес Северна Македония. Става районен началник на Буфкол и според Милан Матов е бил много полезен за организацията в буфските, смесени българо-гъркомански села. Арестуван е в 1903 година, няколко дни преди избухването на Илинденско-Преображенското въстание, заедно със селянина Спасе и е осъден на смърт, но по-късно е помилван и изпратен на 10 години каторга в Диарбекир. Амнистиран е с общата амнистия от 12 април 1904 година.
Умира в 1924 година в Битоля.